# Andrés Pérez (pintor)

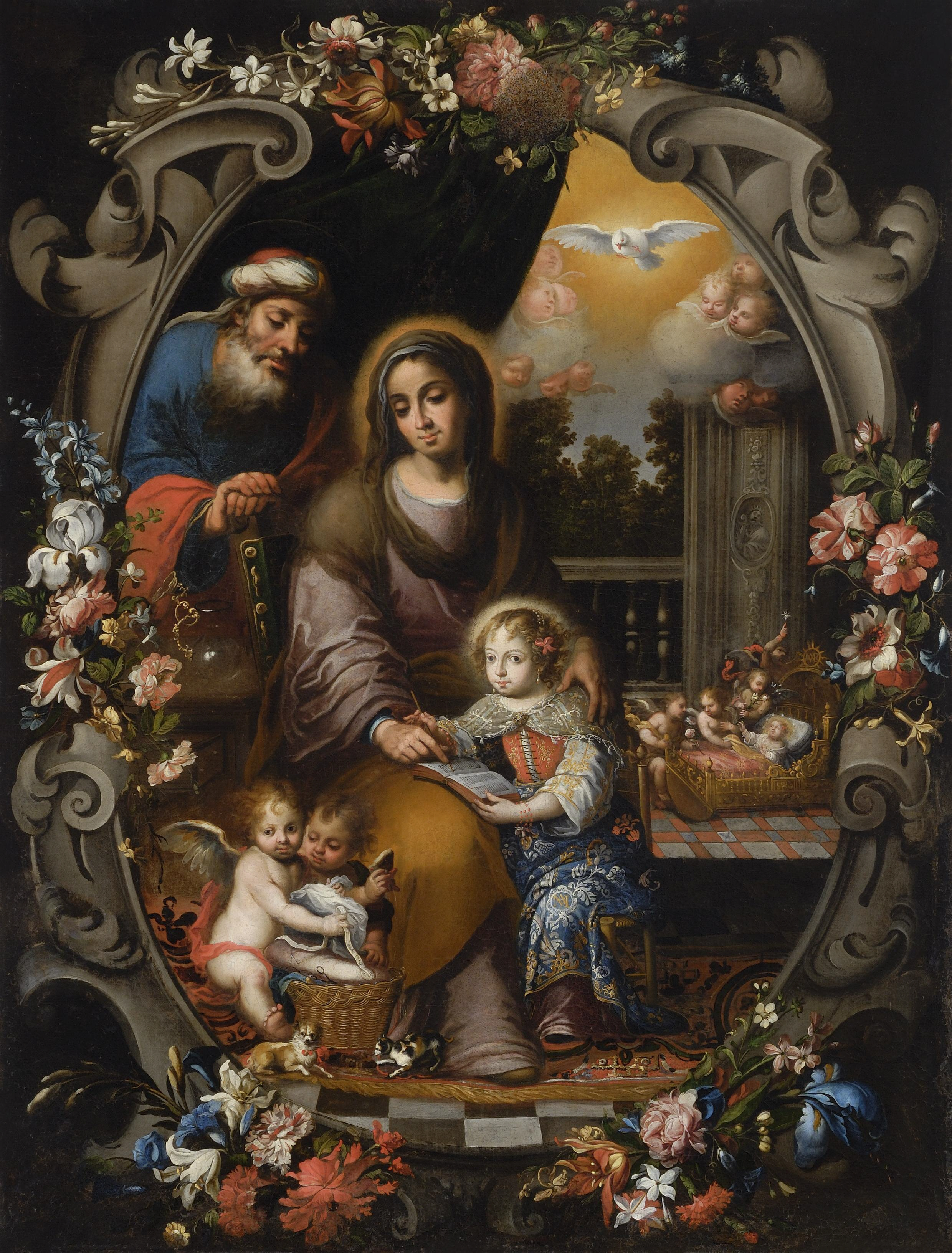
San Joaquín, santa Ana y la Virgen niña, óleo sobre lienzo, 87 x 67 cm. Museo de Bellas Artes de Córdoba.

Andrés Pérez (Sevilla , c. 1660–1727) fue un pintor barroco español, seguidor de Murillo.
Hijo, presumiblemente, de Francisco Pérez de Pineda, un mal conocido pintor vecino de Sevilla asistente entre 1664 y 1673 a la academia de dibujo establecida por los pintores sevillanos, según lo que de él contaba Ceán Bermúdez quien, sin embargo, no podía mencionar ninguna de sus obras, «confundidas en su patria con las de otros pintores que siguieron como él el gusto y colorido de Murillo».
Andrés podría haber recibido la influencia murillesca a través de su padre o directamente en el taller del maestro, pero Alfonso E. Pérez Sánchez anota también influencias de Matías de Arteaga y Alfaro, de quien tomó el gusto por las amplias perspectivas. Los tres «paisajes de la escritura alusivos al Sacramento», firmados en 1707, que se encontraban en el sagrario de la iglesia de santa Lucía, en los que Ceán  advertía «cuanto se iban separando los pintores sevillanos de las buenas máximas de Murillo», resultaron destruidos en 1936 pero a partir de ellos fue posible identificar como obras suyas otros dos lienzos conservados en el Museo de Bellas Artes de Sevilla: Abraham y Melquisedec y Daniel ante Abimelech, caracterizados por los efectos escenográficos de sus profundas perspectivas.
La influencia de Murillo se aprecia mejor en la serie de los padres de la Iglesia latina del Museo de Huelva, procedente del convento de agustinos recoletos del Pópulo en Sevilla, o en el Cristo juez con la Virgen y los santos Francisco y Domingo, conservado en el mismo museo,                                                                                                                                                                       
Sin embargo, fue en la pintura de flores en lo que, según Ceán, habría destacado especialmente. De este género lo único de su mano que se conoce es un San Joaquín con Santa Ana y la Virgen niña en guirnalda de flores del Museo de Bellas Artes de Córdoba, en el que el motivo sagrado, tratado con tierna cotidianidad, se ve realzado por el tratamiento preciosista de las flores, presentes también, como detalles decorativos, en los lienzos de la serie de la infancia de Cristo conservados en la parroquial de Puerto Serrano (Cádiz).